# Burnout 3: Takedown
Burnout 3: Takedown är det tredje spelet i Criterion Games Burnout-serie. Precis som dess föregångare handlar det om att köra mot ett antal motståndare på trafikerade vägar.

## Takedowns
Den stora nyheten i Burnout 3 är takedowns. En takedown görs genom att få någon av motståndarna att krascha, till exempel genom att han av spelaren prejas in i en vägg eller in i trafik.
När spelaren lyckas göra en takedown får han sin turbomätare förlängd och fullt påfylld. När spelaren kraschar förloras en förlängning av turbomätaren. Efter tre förlängningar når turbomätaren sin maximala längd och kan inte förlängas mer.

### Aftertouch
En speciell sorts takedown är aftertouch takedowns. När spelaren kraschar kan han påverka riktningen på sitt vrak för att försöka krocka med motståndarna, och om han lyckas krascha en motståndare då har han gjort en aftertouch.

## Single player-spellägen

### World tour
I world tour ska spelaren delta i tävlingar på tre olika kontinenter (USA, Europa, Asien). Genom att vinna i tävlingar låser man upp fler tävlingar, bilar, banor och annat. En tävling kan vara ett race, ett time attack-lopp, ett road rage-lopp eller en crash mode-bana.

### Race
Ett vanligt race. Den som går i mål först vinner.

### Time attack
I time attack ska spelaren ta sig i mål på så kort tid som möjligt. I dessa lopp har spelaren inga motståndare, men vanlig trafik finns.

### Road rage/Vägkapning
I road rage är målet att göra så många takedowns som möjligt.

### Crash mode/Krockläge
I crash mode ska spelaren köra in i exempelvis en korsning och där försöka krascha med så mycket trafik som möjligt. Ju fler och mer värdefulla fordon som kraschas, desto mer pengar tjänar spelaren.

## Soundtrack
Soundtracket i Burnout 3 består av 44 låtar från diverse band.

### Låtlista
- 1208 - Fall Apart
- Amber Pacific - Always You
- Ash - Orpheus
- Atreyu - Right Side of the Bed
- Autopilot Off - Make a Sound
- Burning Brides - Heart Full of Black
- Chronic Future - Time and Time Again
- Eighteen Visions - I Let Go
- Fall Out Boy - Reinventing the Wheel to Run Myself Over
- Finger Eleven - Stay in Shadow
- Franz Ferdinand - This Fire
- From First to Last - Populace in Two
- Funeral for a Friend - Rookie of the Year
- Go Betty Go - C'mon
- Jimmy Eat World - Just Tonight...
- Letter Kills - Radio Up
- Local H - Everyone Alive
- Maxeen - Please
- Midtown - Give it Up
- Moments in Grace - Broken Promises
- Motion City Soundtrack - My Favorite Accident
- Mudmen - Animal
- My Chemical Romance - I'm not Okay (I Promise)
- New Found Glory - At Least I'm Known for Something
- No Motiv - Independence Day
- Pennywise - Rise Up
- Ramones - I Wanna Be Sedated
- Reggie and the Full Effect - Congratulations Smack and Katy
- Rise Against - Paper Wings
- Sahara Hotnights - Hot Night Crash
- Silent Drive - 4/16
- Sugarcult - Memory
- The Bouncing Souls - Sing Along Forever
- The D4 - Come On!
- The Donots - Saccharine Smile
- The Explosion - Here I Am
- The F-Ups - Lazy Generation
- The Futureheads - Decent Days and Nights
- The Lot Six - Autobrats
- The Matches - Audio Blood
- The Mooney Suzuki - Shake that Bush Again
- The Ordinary Boys - Over the Counter Culture
- The Von Bondies - C'mon C'mon
- Yellowcard - Breathing